# Řež
Řež är en ort i Tjeckien. Den ligger i regionen Mellersta Böhmen, i den centrala delen av landet, 11 km norr om huvudstaden Prag. Řež ligger 184 meter över havet och antalet invånare är 1 022.
Terrängen runt Řež är huvudsakligen platt. Řež ligger nere i en dal. Runt Řež är det mycket tätbefolkat, med 1 754 invånare per kvadratkilometer. Närmaste större samhälle är Prag, 10,9 km söder om Řež. Trakten runt Řež består till största delen av jordbruksmark.